# شب‌های عربی (فیلم ۲۰۱۵)
شب‌های عربی یا هزار و یک شب (پرتغالی: As Mil e uma Noites) یک فیلم است که در سال ۲۰۱۵ منتشر شد.